# RPG-40
A RPG-40 foi uma granada de mão antitanque desenvolvida pela União Soviética em 1940.

## Descrição
Após o contato, 760 gramas de explosivos contidos nela eram detonados e produziram um efeito de explosão. Isso permitia que cerca de 20 a 25 milímetros de blindagem fossem penetrados e causava danos secundários, como fragmentação, em contato com uma blindagem mais espessa. Isto tornou a granada muito eficaz contra os tanques alemães anteriores, mas ineficaz contra modelos posteriores, como o Panzer IV e o Panzer V, levando a RPG-43 a substituí-la em 1943.

## Operadores
- União Soviética[1]